# 摩爾多韋尼鄉 (雅洛米察縣)
44°43′00″N 26°30′00″E / 44.7167°N 26.5°E
摩爾多韋尼鄉（羅馬尼亞語：Moldoveni, Ialomița），是羅馬尼亞的鄉份，位於該國南部，由雅洛米察縣負責管轄，面積25平方公里，海拔高度56米，2007年人口1,367，人口密度每平方公里54人。